# Övra Kölsjön
Övra Kölsjön är en sjö i Ljusdals kommun i Hälsingland och ingår i Ljusnans huvudavrinningsområde. Sjön är 7 meter djup, har en yta på 1,15 kvadratkilometer och befinner sig 479,2 meter över havet. Sjön avvattnas av vattendraget Voxnan.

## Delavrinningsområde
Övra Kölsjön ingår i det delavrinningsområde (684712-143583) som SMHI kallar för Utloppet av Övra Kölsjön. Medelhöjden är 515 meter över havet och ytan är 8,88 kvadratkilometer. Räknas de 9 avrinningsområdena uppströms in blir den ackumulerade arean 49,94 kvadratkilometer. Voxnan som avvattnar avrinningsområdet har biflödesordning 2, vilket innebär att vattnet flödar genom totalt 2 vattendrag innan det når havet efter 230 kilometer. Avrinningsområdet består mestadels av skog (84 procent). Avrinningsområdet har 1,15 kvadratkilometer vattenytor vilket ger det en sjöprocent på 12,9 procent.